# ヨードキサム酸
ヨードキサム酸（ヨードキサムさん、英語: iodoxamic acid、商品名Endobil）は、放射線造影剤に使われる有機ヨウ素化合物である。ヨウ素を多く含み、複数の親水基があるのが特徴である。